# 32e Grammy Awards
De 32e uitreiking van de jaarlijkse Grammy Awards vond plaats op 21 februari 1990 in het Shrine Auditorium in Los Angeles. De uitreiking werd gepresenteerd door komiek en acteur Garry Shandling en uitgezonden door CBS.
Bonnie Raitt won de meeste Grammy's (vier), waarvan drie voor haar album Nick of Time. De vierde, voor het nummer I'm in The Mood, een duet met John Lee Hooker, was afkomstig van Hookers album The Healer. Voor Raitt waren het haar eerste Grammy's in haar carrière die al meer dan twintig jaar duurde. Ze won onder meer de prestigieuze categorie Album of the Year.
Jazz-componist en -arrangeur Dave Grusin won drie Grammy's, alle drie in de categorieën voor beste composities en arrangementen. Twee van de drie Grammy's waren voor zijn werk voor de soundtrack van de film The Fabulous Baker Boys.
Twee Grammy's waren er voor The Nitty Gritty Dirt Band (country), Soul II Soul (R&B), Miles Davis (jazz) en The Emerson String Quartet (klassiek). Aaron Neville won ook twee keer, één keer in duet met Linda Ronstadt en één keer als lid van The Neville Brothers.
Wind Beneath My Wings van Bette Midler won de belangrijke categorieën Song of the Year en Record of the Year. Dat was opmerkelijk, omdat het nummer al in 1982 was geschreven en vóór Bette al door verschillende artiesten was opgenomen. Voor Bette was het haar derde Grammy Award, na eerdere winst in 1974 en 1981.
Er waren meer oude liedjes die Grammy's wonnen: If you don't know me by now van componisten Leon Gamble en Kenny Huff - oorspronkelijk uit 1972 voor Harold Melvin & The Blue Notes - leverde een prijs op in de categorie Best R&B Song, dankzij de coverversie van Simply Red. 
Ook een oud nummer van country-legende Hank Williams sr., There's A Tear in my Beer, kreeg een prijs. Het nummer, oorspronkelijk uit de jaren 50, was opnieuw opgenomen door Hank zoon Hank Williams jr. met daarin de originele stem van zijn vader gemixt. Het 'duet' leverde een Grammy in de countrycategorie op.
Maar deze Grammy-uitreiking zal altijd overschaduwd blijven door de rel die ontstond toen werd onthuld dat de winnaars van de Best New Artist-Grammy, Milli Vanilli, geen noot op hun platen hadden gezongen. Dat werd in november 1990 bekendgemaakt, acht maanden nadat ze de Grammy hadden gewonnen. De organisatie van de Grammy Awards besloot om de prijs in te trekken. Er werd geen vervangende winnaar gekozen. Daarmee is 1990 nog altijd het enige jaar waarin formeel geen Best New Artist is bekroond.
Milli Vanilli had tijdens de uitreikingsceremonie opgetreden, maar net als bij al hun andere optredens hadden de twee 'zangers' geplaybackt. Dat had al tot wat ophef geleid, omdat artiesten doorgaans live zingen en spelen tijdens de Grammy-ceremonie.

## Winnaars

### Algemeen
- Record of the Year
  - Wind Beneath My Wings - Bette Midler (artiest); Arif Mardin (producer)
- Album of the Year
  - Nick of Time - Bonnie Raitt (artiest); Don Was (producer)
- Song of the Year
  - Jeff Silbar & Larry Henley (componisten) voor Wind Beneath My Wings (Bette Midler, uitvoerende)
- Best New Artist
  - Oorspronkelijk uitgereikt aan Milli Vanilli, later ingetrokken

### Pop
- Best Pop Vocal Performance (zangeres)
  - Nick of Time - Bonnie Raitt
- Best Pop Vocal Performance (zanger)
  - How Am I Supposed to Live Without You - Michael Bolton
- Best Pop Vocal Performance (duo/groep)
  - Don't Know Much - Aaron Neville & Linda Ronstadt
- Best Pop Instrumental Performance
  - Healing Chant - The Neville Brothers

### Country
- Best Country Vocal Performance (zangeres)
  - Absolute Torch and Twang - k.d. lang
- Best Country Vocal Performance (zanger)
  - Lyle Lovett and His Large Band - Lyle Lovett
- Best Country Vocal Performance (duo/groep)
  - Will The Circle Be Unbroken, Volume 2 - Nitty Gritty Dirt Band
- Best Country Vocal Collaboration
  - There's a Tear In My Beer - Hank Williams jr. met geluidsopnamen van Hank Williams sr.
- Best Country Instrumental Performance
  - Amazing Grace - Randy Scruggs
- Best Country Song
  - Rodney Crowell (componist) voor After All This Time (uitvoerende: Rodney Crowell)
- Best Bluegrass Recording
  - The Valley Road - Bruce Hornsby & The Nitty Gritty Dirt Band

### R&B
- Best R&B Vocal Performance (zangeres)
  - Just Because - Anita Baker
- Best R&B Vocal Performance (zanger)
  - Every Little Step - Bobby Brown
- Best R&B Vocal Performance (duo/groep)
  - Back to Life - Soul II Soul featuring Caron Wheeler
- Best R&B Instrumental Performance
  - African Dance - Soul II Soul
- Best R&B Song
  - Kenny Gamble & Leon Huff (componisten) voor If You Don't Know Me By Now, uitvoerenden: Simply Red

### Rap
- Best Rap Performance
  - Bust a Move - Young MC

### Rock
- Best Rock Vocal Performance (zangeres)
  - Nick of Time - Bonnie Raitt
- Best Rock Vocal Performance (zanger)
  - The End of the Innocence - Don Henley
- Best Rock Vocal Performance (duo/groep)
  - Traveling Wilbury's Volume 1 - Traveling Wilburys
- Best Rock Instrumental Performance
  - Jeff Beck's Guitar Shop - Jeff Beck, Tony Hymas & Terry Bozzio
- Best Hard Rock Performance
  - Cult of Personality - Living Colour
- Best Metal Performance
  - One - Metallica

### Blues
- Best Traditional Blues Recording (traditionele blues-opname)
  - I'm in the Mood - Bonnie Raitt & John Lee Hooker
- Best Contemporary Blues Recording (eigentijdse blues-opname)
  - In Step - Stevie Ray Vaughan & Double Trouble

### Folk/Traditioneel
- Best Traditional Folk Recording
  - Le Mystère des Voix Bulgares, Volume II - Marcel Cellier (producer) (uitvoerenden: Le Mystère des Voix Bulgares, vrouwenkoor van de Bulgaarse Staatstelevisie)
- Best Contemporary Folk Recording
  - Indigo Girls - Indigo Girls

### Polka
- - Best Polka Recording
  - All in My Love For You - Jimmy Sturr

### Latin
- Beste latin pop-optreden
  - Cielito Lindo - José Feliciano
- Best Tropical Latin Performance
  - Rimo en el Corazón - Ray Barretto & Celia Cruz
- Best Mexican-American Performance
  - La Pistola y el Corazón - Los Lobos

### Reggae
- Best Reggae Recording
  - One Bright Day - Ziggy Marley & The Melody Makers

### Gospel
- Best Gospel Vocal Performance (zangeres)
  - Don't Cry - CeCe Winans
- Best Gospel Vocal Performance (zanger)
  - Meantime - BeBe Winans
- Best Gospel Vocal Performance (duo/groep/koor)
  - The Savior is Waiting - Take 6
- Best Soul Gospel Performance (zanger[es])
  - As Long As We're Together - Al Green
- Best Soul Gospel Performance (duo/groep/koor)
  - Let Brotherly Love Continue - Daniel Winans

### Jazz
- Best Jazz Vocal Performance (zangeres)
  - Blues on Broadway - Ruth Brown
- Best Jazz Vocal Performance (zanger)
  - When Harry Met Sally - Harry Connick jr.
- Best Jazz Vocal Performance (duo/groep)
  - Makin' Whoopee - Rickie Lee Jones & Dr. John
- Best Jazz Instrumental Performance (solist)
  - Aura - Miles Davis
- Best Jazz Instrumental Performance (groep)
  - Chick Corea Akoustic Band - Chick Corea Akoustic Band
- Best Jazz Instrumental Performance (big band)
  - Aura - Miles Davis
- Best Jazz Fusion Performance
  - Letter from Home - Pat Metheny Group

### New Age
- Best New Age Performance
  - Passion - Music For The Last Temptation of Christ (Soundtrack) - Peter Gabriel

### Klassieke muziek
Vetgedrukte namen ontvingen een Grammy. Overige uitvoerenden, zoals orkesten, solisten e.d., die niet in aanmerking kwamen voor een Grammy, staan in kleine letters vermeld.
- Best Orchestral Performance
  - Mahler: Symfonie No. 3 in d klein - Leonard Bernstein (dirigent)
  - New York Philharmonic, orkest
- Best Classical Vocal Soloist Performance (Beste zanger(es))
  - Knoxville - Summer Of 1915 (Music Of Barber, Menotti, Harbison, Stravinsky) - Dawn Upshaw (soliste)
  - The Orchestra of St Luke's o.l.v. David Zinman
- Best Opera Recording
  - Wagner: Die Walküre - James Levine (dirigent), Christa Ludwig, Gary Lakes, Hildegard Behrens, James Morris, Jessye Norman & Kurt Moll (solisten), Cord Garben (producer)
  - Metropolitan Opera Orchestra, orkest
- Best Choral Performance (koor)
  - Britten: War Requiem - Robert Shaw (dirigent)
  - The Atlanta Symphony Orchestra & Chorus, koor & orkest
- Best Classical Performance (instrumentale solist met orkestbegeleiding)
  - Barber: Cello Concerto, Op. 22/Britten: Symphony for Cello and Orchestra, Op. 68 - Yo Yo Ma (solist)
  - Baltimore Symphony Orchestra o.l.v. David Zinman
- Best Classical Performance (instrumentale solist zonder orkestbegeleiding)
  - Bach: English Suites - Andras Schiff (solist)
- Best Chamber Music Performance (kamermuziek)
  - Bartók: 6 String Quartets - The Emerson String Quartet
- Best Contemporary Composition (Beste eigentijdse klassieke compositie)
  - Steve Reich (componist) voor Reich: Different Trains (uitvoerenden: Steve Reich & the Kronos Quartet)
- Best Classical Album
  - Bartók: 6 String Quartets - The Emerson String Quartet (uitvoerenden), Wolf Erichson (producer)

### Comedy
- Best Comedy Recording
  - P.D.Q. Bach: 1712 Overture and Other Musical Assaults - Peter Schickele

### Composing & Arranging (compositie & arrangementen)
- Best Instrumental Composition
  - Danny Elfman (componist) voor The Batman Theme (The Sinfonia of London Orchestra, uitvoerenden)
- Best Song Specifically Written for a Motion Picture or TV (Beste song voor film/tv)
  - Carly Simon (componist) voor Let The River Run (Carly Simon, uitvoerende)
- Best Album of Original Instrumental Background Score Written for a Motion Picture or Television (Beste soundtrack voor film/tv)
  - Dave Grusin (componist) voor The Fabulous Baker Boys (soundtrack)
- Best Arrangement on an Instrumental (Beste instrumentale arrangement)
  - Dave Grusin (arrangeur) voor Suite From The Milagro Beanfield War
- Best Instrumental Arrangement Accompanying Vocals (Beste arrangement voor zangbegeleiding)
  - Dave Grusin (arrangeur) voor My Funny Valentine (uitvoerende: Michelle Pfeiffer)

### Kinderrepertoire
- Best Recording for Children
  - The Rock-A-Bye Collection, Volume 1 - Tanya Goodman (artiest), David R. Lehman & J. Aaaron Brown (producers)

### Musical
- Best Musical Cast Show Album
  - Jerome Robbins' Broadway - Jay David Saks (producer) (uitvoerenden: original cast incl. Jason Alexander, Debbie Shapiro & Robert La Fasse)

### Hoezen
- Best Album Package (Beste hoesontwerp)
  - Roger Gorman (ontwerper) voor Sound + Vision (uitvoerende: David Bowie)

### Production & Engineering (Productie & techniek)
- Best Engineered Recording, Non-Classical (Beste techniek op een niet-klassiek album)
  - George Massenburg (techniek) voor Cry Like a Rainstorm - Howl Like the Wind (uitvoerende: Linda Ronstadt)
- Best Engineered Recording, Classical (Beste techniek op een klassiek album)
  - Jack Renner (techniek) voor Britten: War Requiem (uitvoerenden: The Atlanta Symphony Orchestra & The Atlanta Boy Choir o.l.v. Robert Shaw)
- Producer of the Year
  - Peter Asher
- Classical Producer of the Year
  - Robert Woods

### Gesproken Woord
- Best Spoken Word or Non-Musical Recording
  - It's Always Something - Gilda Radner

### Historisch
- Best Historical Album
  - Chuck Berry - The Chess Box - Andy McKaie (producer)

### Video
- Best Music Video (videoclip)
  - Leave Me Alone - Michael Jackson (artiest/producer), Jim Blashfield (regisseur), Frank DiLeo, Jerry Kramer, Jim Blashfield & Paul Diener (video producers)
- Best Music Video (lang)
  - Rhythm Nation 1814 - Janet Jackson (artiest), Dominic Sena, Jonathan Dayton & Valerie Faris (regisseurs), Aris McGarry, Jonathan Dayton & Valerie Faris (video producers)